# Aliança Rebelde
A Aliança para Restaurar a República, mais comumente conhecida como Aliança Rebelde, a Rebelião ou simplesmente os Rebeldes, é uma coalizão interestelar sem estado fictícia de dissidentes republicanos, facções revolucionárias e sistemas de células clandestinas anti-imperialistas em um movimento de resistência contra o Império Galáctico. O objetivo da Aliança é restaurar a República Galáctica. É a principal facção protagonista da trilogia Star Wars original, paralela à Ordem Jedi quase caída, sobrevivida por Obi-Wan Kenobi, Yoda e, posteriormente, Luke Skywalker .
A Aliança Rebelde foi apresentada pela primeira vez como a principal facção-protagonista nos filmes Star Wars Uma Nova Esperança (1977), O Império Contra-Ataca (1980) e Retorno dos Jedi (1983). As origens da facção foram mencionadas no Episódio III: A Vingança dos Sith (2005), e suas atividades iniciais são apresentadas na série de televisão Rebels da Disney XD e na antologia do filme Rogue One (2016).

## Representação
Uma das origens mais antigas possíveis da Aliança para Restaurar a República são contadas durante os eventos de Vingança dos Sith em uma cena excluída é explicado que a Delegação de 2.000  liderada por Mon Mothma de Chandrila e Bail Organa de Alderam e composta por senadores descontentes apresentará uma petição ao Chanceler, tentando força-lo a desistir dos seus poderes emergenciais por meio de pressão politica, enquanto faziam preparativos para uma luta que poderia ir além do Senado.    Em o Arquivo Rebelde é relatado que grande parte dos membros da Delegação de 2000 foram presos; Mothma e Organa mantiveram sua Senatoria permanecendo aparentemente obedientes a Palpatine, enquanto secretamente "planejavam a unificação de bandos díspares de insurgentes no que eles chamavam de Aliança Rebelde". Ao mesmo tempo a Ordem Jedi treinou e equipou movimentos de resistência contra a facção rival das Guerras Clonicas a Confederação dos Sistemas Independentes, esses movimentos que aparecem na série The Clone Wars eventualmente ajudaram a dar origem a Aliança.

##### Primeiras batalhas importantes, frota rebelde (5 ABY)
A série Rebels da Disney descreve o desenvolvimento da rebelião contra o Império Galáctico começando cinco anos antes de Uma Nova Esperança (5 ABY) e quatorze anos após a queda da República Galáctica e da Ordem Jedi na Vingança dos Sith (19 ABY).  No final da primeira temporada, é revelado que havia vários sistemas de células clandestinas que estavam resistindo ao Império. O senador Bail Organa (junto com sua esposa, a rainha Breha Organa) de Alderaan e desempenham um papel fundamental na coordenação dessas células fragmentadas em uma ameaça legítima capaz de desafiar o governo imperial equipada e financiada pela Casa Real de Alderaan, a aliança começou a alocar recursos como bases e esteleiros escondidos para uma frente única contra o domínio imperial. Uma célula rebelde importante que mais tarde se tornou parte da Aliança Rebelde foi a Frota Mon Calamari no Exilio comandada pelo Almirante Raddus e Almirante Ackbar, formada a partir de espaçonaves civis adaptadas para o combate que escaparam da Invasão Imperial de Mon Cala com a fuga de engenheiros e militares Mon Calamari contribuindo signifativamente para a construção de uma frota para a Aliança. 

##### Declaração de rebelião (2 ABY)
Perto do final da terceira temporada de Rebels, em "Secret Cargo", A fundadora da Aliança, Senador Mon Mothma, escapou do assassinato por condenar o Massacre de Ghorman, quando um grupo de manifestantes pacíficos foram massacrados servindo de estopim para ela desistir definitivamente das negociações no Senado e dar início a Guerra Civil Galáctica(2 ABY). Após a sua fuga, ela convocou as várias células rebeldes e facções da insurgência a se unirem em uma coalizão unificada. Então muitos navios rebeldes chegam a um ponto de encontro acima de Dantooine para se unir e formar a "Aliança para Restaurar a República". O maior e mais poderoso navio de guerra que eles tinham disponíveis eram vários cruzadores estelares MC80 fornecidos à Aliança por Mon Calamari. 

#### Corpo de Caças da Aliança
A Aliança encontra sua força quase inteiramente na arena dos caças estelares, oferecendo algumas das pequenas naves de ataque mais eficazes e versáteis dentro do cânone de Guerra nas Estrelas. Criados principalmente em estaleiros escondido as forças de caças estelares da rebelião chegam inclusive a ser melhor equipadas do que as do Império, fornecendo escolta para as forças terrestres e espaciais carentes de equipamento. 

### Guerra Civil Galáctica
A queda da República Velha e o nascimento do Império, conforme descrito em A vingança dos Sith, assinalou o início da sangrenta Guerra Civil Galáctica.

#### Perdas e vitórias decisivas
Durante os eventos de Rogue One e A New Hope, a Aliança fica sabendo da construção da Estrela da Morte, uma enorme estação espacial de batalha destinada a garantir o poder do Império intimidando sistemas autônomos a obedecerem incondicionalmente as ordens do Império. Os planos da estação de Batalha foram roubados durante a Batalha de Scarif.. Depois de baixar com sucesso os planos da Estrela da Morte, os soldados alderanianos conseguiram escapar com os planos de dados roubados. Logo após a batalha uma corveta Alderaaniana carregando a Princesa Leia Organa, é capturada pela nave principal de Darth Vader. A fim de punir ela e o envolvimento central do governo de seu planeta natal na Aliança Rebelde, Leia é forçada a testemunhar a destruição de Alderaan pela Estrela da Morte. A princesa é posteriormente resgatada por Luke Skywalker, Han Solo, Chewbacca e Obi-Wan Kenobi, . Isso leva diretamente à vitória da Aliança na Batalha de Yavin provoca pela arrogancia atal de Tarkin que se recusou a enviar naves para proteger a estação e à lealdade de Luke Skywalker; o único membro remanescente da Rebelião com treinamento na Força
Como resultado da Destruição de Alderan e da Estrela da Morte o Império fica em um estado enfraquecido, já que o imperador havia dissolvido o Senado acreditando que ele era desnecessário para manter a ordem com a estação de batalha concluída. Como resultado a rebelião ganha força com muitos sistemas estelares autônomos e membros das forças armadas imperais desertando. Assim o Império obtém um senso de urgência em suas tentativas de acabar com a rebelião o mais rápido possível antes que ela se tornasse uma ameaça ainda maior. 
Com o Retorno dos Jedi, a Aliança se reagrupou e soube que uma nova Estrela da Morte está sendo construída, e será concluída sob a supervisão pessoal do Imperador Palpatine, que a usará para destruir as fortalezas rebeldes de Mon Cala e Chandrila. Mon Mothma tem o almirante Ackbar e Lando Calrissian no comando da frota da Aliança que destroi a estação de batalha enquanto  Luke se rende e é preso por Palpatine e Darth Vader depois que Skywalker se recusa a se tornar um Sith Vader temendo pela vida de seu filho mata o imperador e se redime. 

### Sucessor
Após sua vitória na Batalha de Endor, uma Nova República provisória foi oficialmente formada pela Aliança. O crescente apoio a rebelião com sistemas e soldados imperais desertando combinado com a formação de numerosas facções dissidentes do Império na ausência de uma liderança imperial forte legitima após a primeira a morte de Palpatine, enfraquecem rapidamente as forças do Império.
Depois da vitória na Batalha de Jakku a Rebelião estabelece formalmente a Nova República. Assim, a Guerra Civil Galáctica terminou oficialmente. Três décadas depois, na época do Despertar da Força, a Nova República apoiou o exército de Resistência, um sucessor da Aliança, para enfrentar a Primeira Ordem, uma nova potência militar formada por remanescentes da linha dura do Império.

## Inspirações do mundo real
O criador de Star Wars George Lucas inspirou grande parte do arco da Guerra Civil Galáctica na Guerra do Vietnam, quando os vietcongs menos equipados e numerosos conseguiram derrotar as forças melhor equipadas e numerosas dos Estados Unidos, com Richard Nixon servindo inclusive junto de Hitler e Augusto César como uma das principais inspirações para o antagonista Palpatine. 